# Pan Damazy

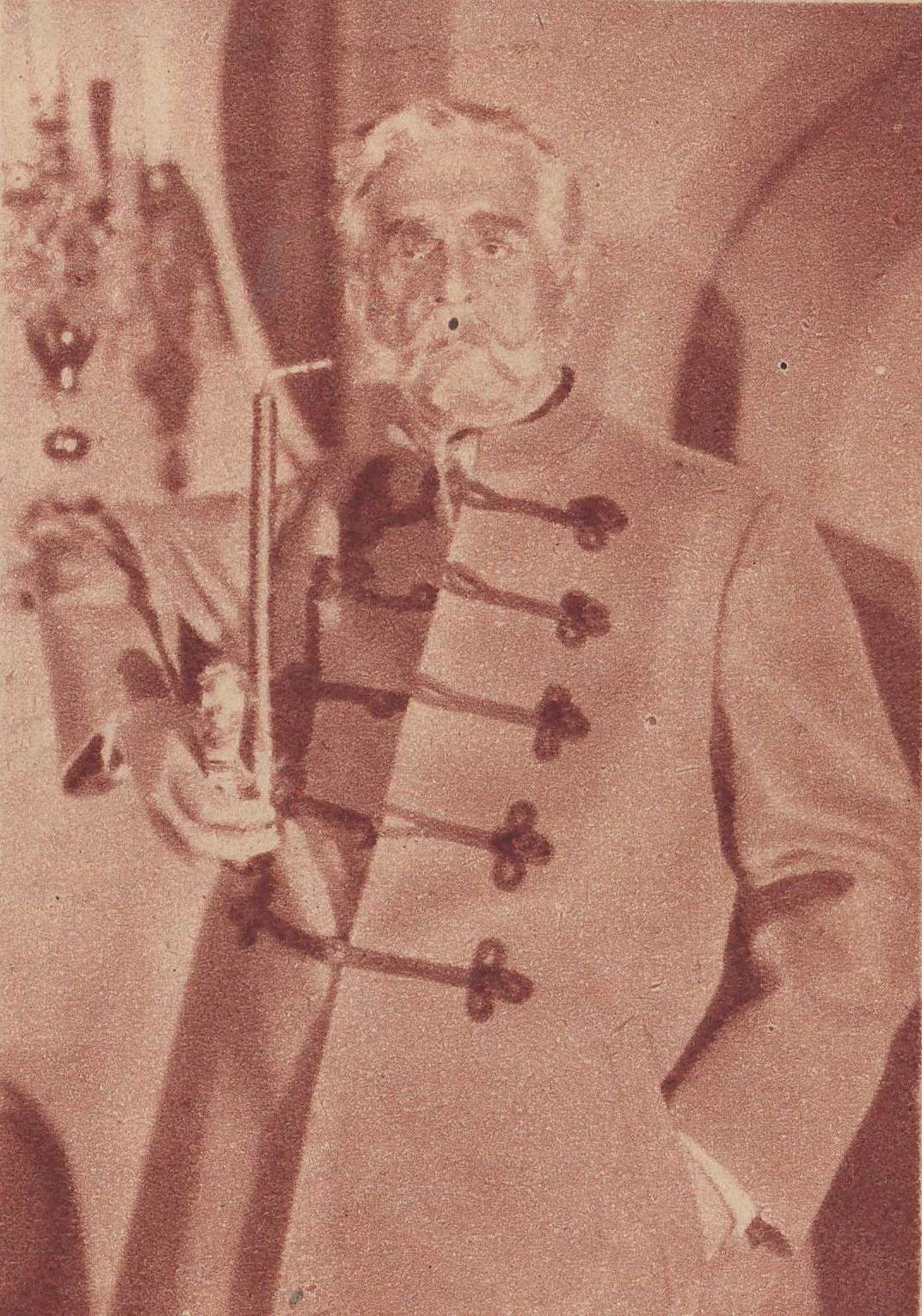
Aleksander Zelwerowicz w sztuce Pan Damazy (Teatr Powszechny TUR w Łodzi)

Pan Damazy – komedia Józefa Blizińskiego w czterech aktach napisana w 1877. Prapremiera odbyła się we Lwowie 9 sierpnia 1877

## Treść
Głównym wątkiem utworu jest walka o rodzinny spadek. Prawowitym spadkobiercą jest tytułowy bohater - Damazy Żegota, człowiek nieskazitelnie uczciwy, uosabiający staropolski ideał szlachcica. Intrygi przeciwko niemu knuje szwagierka Żegocina ze swym siostrzeńcem Sewerynem i rejentem Bajdalskim. Pan Damazy wykrywa podstęp i otrzymuje cały spadek, którym rozporządza w następujący sposób: połowę przekazuje Żegocinie a połowę narzeczonemu swej córki, Antoniemu. Tych zaś dwoje wyposaża ubogą i poniewieraną krewną - Mańkę.

## Inscenizacje (wybór)[1]
| Teatr                                                  | Rok premiery | Reżyseria                           |
| ------------------------------------------------------ | ------------ | ----------------------------------- |
| Teatr Miejski we Lwowie                                | 1901         |                                     |
| Teatr Miejski w Bydgoszczy                             | 1920         | Antoni Siemaszko                    |
| Teatr Miejski w Bydgoszczy                             | 1933         | Justian Kamiński                    |
| Teatr Narodowy w Warszawie                             | 1927         | Kazimierz Kamiński                  |
| Teatr Narodowy w Warszawie                             | 1935         | Aleksander Zelwerowicz              |
| Teatr Nowy w Poznaniu                                  | 1929         | Adam Bystrzyński                    |
| Teatr Nowy w Poznaniu                                  | 1947         | Stanisław Płonka-Fiszer             |
| Teatr Miejskim im. Juliusza Słowackiego w Opolu        | 1946         | Wacław Zdanowicz                    |
| Wojewódzki Teatr Dolnośląski                           | 1946         | Stanisław Bryliński                 |
| Teatr Powszechny TUR w Łodzi                           | 1946         | Aleksander Zelwerowicz              |
| Teatr Miejski w Gnieźnie                               | 1947         | Henryk Barwiński                    |
| Teatr im. Stefana Jaracza w Olsztynie                  | 1947         | Marian Bogusławski                  |
| Teatr im. Stefana Jaracza w Olsztynie                  | 1962         | Przemysław Zieliński                |
| Teatr im. Juliusza Słowackiego w Krakowie              | 1947         | Wacław Nowakowski                   |
| Teatr Miejski w Białymstoku                            | 1949         | Karol Borowski                      |
| Teatr Polski w Szczecinie                              | 1949         | Stanisław Bryliński                 |
| Teatry Miejskie w Częstochowie                         | 1949         | Mieczysław Mieczyński               |
| Teatr Młodego Widza we Wrocławiu                       | 1949         | Wiktor Biegański                    |
| Teatr Wybrzeże w Gdańsku                               | 1950         | Czesław Strzelecki                  |
| Teatr Wybrzeże w Gdańsku                               | 1965         | Barbara Kilkowska                   |
| Teatr Wybrzeże w Gdańsku                               | 1983         | Jerzy Afansajew                     |
| Państwowy Teatr w Świdnicy                             | 1950         | Wiktor Biegański                    |
| Teatr Ziemi Pomorskiej Bydgoszcz-Toruń                 | 1951         | Janusz Obidowicz                    |
| Teatr Młodego Widza w Krakowie                         | 1952         | Zbigniew Filus                      |
| Teatr im. Stefana Żeromskiego Kielce Radom             | 1953         | Irena Byrska                        |
| Teatr Śląski im. Stanisława Wyspiańskiego w Katowicach | 1954         | Edward Żytecki                      |
| Teatr im. Juliusza Osterwy w Lublinie                  | 1955         | Aleksander Aleksy, Wiktor Biegański |
| Teatr Ziemi Lubuskiej w Zielonej Górze                 | 1956         | Kazimierz Czyński                   |
| Teatr Dolnośląski w Wałbrzychu                         | 1956         | Janusz Obidowicz                    |
| Teatr Ziemi Opolskiej                                  | 1957         | Marian Godlewski                    |
| Teatr Komedia w Warszawie                              | 1959         | Wiktor Biegański                    |
| Teatr Ziemi Łódzkiej                                   | 1959         | Anna Borysławska                    |
| Teatr Nowy w Łodzi                                     | 1961         | Stanisław Łapiński                  |
| Teatry Dramatyczne we Wrocławiu                        | 1961         | Andrzej Dobrowolski                 |
| Teatr im. Juliusza Osterwy w Gorzowie Wielkopolskim    | 1963         | Tadeusz Byrski                      |
| Teatr im. Wilama Horzycy w Toruniu                     | 1965         | Hugon Moryciński                    |
| Teatr Nowy w Zabrzu                                    | 1968         | Aleksandra Mianowska                |
| Teatr Polski w Bydgoszczy                              | 1985         | Roman Metzler                       |

## Spektakle radiowe
- Pan Damazy (1953, reż. Zbigniew Kopalko)[7]
- Pan Damazy (1965, reż. Tadeusz Byrski)[8]
- Pan Damazy (2018, adaptacja Małgorzata Żurakowska)[9]

## Spektakle telewizyjne
- Pan Damazy (1967, reż. Józef Słotwiński)[10][11]
- Pan Damazy (1990, reż. Janusz Bukowski)[12][13]